# Resolutie 815 Veiligheidsraad Verenigde Naties
Resolutie 815 van de Veiligheidsraad van de Verenigde Naties werd unaniem aangenomen door de Veiligheidsraad van de Verenigde Naties op 30 maart 1993.

## Achtergrond
In 1980 overleed de Joegoslavische leider Tito, die decennialang de bindende kracht was geweest tussen de zes deelstaten van het land. Na zijn dood kende het nationalisme een sterke opmars, en in 1991 verklaarden verschillende deelstaten zich onafhankelijk. Hierdoor ontstonden burgeroorlogen met minderheden die tegen onafhankelijkheid waren in de deelstaten. Zo geschiedde ook in Kroatië, waar in de eerste helft van de jaren 1990 een bloedige burgeroorlog werd uitgevochten tussen Kroaten en Serven, en waarbij op grote schaal etnische zuiveringen plaatsvonden. De VN-vredesmacht UNPROFOR, later vervangen door UNCRO, moest een staakt-het-vuren bewerkstelligen en veilige zones creëren voor de bevolking.

## Inhoud
De Veiligheidsraad:
- Bevestigt resolutie 743 en volgende over UNPROFOR.
- Bevestigt de soevereiniteit en territoriale integriteit van Kroatië en de andere republieken waar UNPROFOR actief is te zullen doen respecteren.
- Overwoog het rapport van de secretaris-generaal.
- Bezorgd om de doorgaande schendingen van het staakt-het-vuren.
- Bepaalt dat de ontstane situatie de vrede in de regio in gevaar brengt.
- Vastberaden de veiligheid en bewegingsvrijheid van UNPROFOR te verzekeren.

1. Keurt het rapport goed.
2. Bevestigt de resoluties 802 en 807.
3. Besluit binnen één maand of op vraag van de Secretaris-Generaal het mandaat van UNPROFOR te herbekijken in het licht van de Internationale Conferentie over voormalig Joegoslavië.
4. Besluit het mandaat van UNPROFOR te verlengen tot 30 juni.
5. Steunt de inspanningen van de Conferentie om de toekomstige status van de VN-Beschermde Gebieden, die integraal deel uitmaken van Kroatië, te bepalen en eist respect voor Geneefse Conventies in die Gebieden.
6. Vraagt de secretaris-generaal dringend te rapporteren over hoe het VN-vredesplan voor Kroatië kan worden uitgevoerd.
7. Besluit actief op de hoogte te blijven.

## Verwante resoluties
- Resolutie 807 Veiligheidsraad Verenigde Naties
- Resolutie 808 Veiligheidsraad Verenigde Naties
- Resolutie 816 Veiligheidsraad Verenigde Naties
- Resolutie 817 Veiligheidsraad Verenigde Naties

Lijst ·  800 ·  801 ·  802 ·  803 ·  804 ·  805 ·  806 ·  807 ·  808 ·  809 ·  810 ·  811 ·  812 ·  813 ·  814 ·  815 ·  816 ·  817 ·  818 ·  819 ·  820 ·  821 ·  822 ·  823 ·  824 ·  825 ·  826 ·  827 ·  828 ·  829 ·  830 ·  831 ·  832 ·  833 ·  834 ·  835 ·  836 ·  837 ·  838 ·  839 ·  840 ·  841 ·  842 ·  843 ·  844 ·  845 ·  846 ·  847 ·  848 ·  849 ·  850 ·  851 ·  852 ·  853 ·  854 ·  855 ·  856 ·  857 ·  858 ·  859 ·  860 ·  861 ·  862 ·  863 ·  864 ·  865 ·  866 ·  867 ·  868 ·  869 ·  870 ·  871 ·  872 ·  873 ·  874 ·  875 ·  876 ·  877 ·  878 ·  879 ·  880 ·  881 ·  882 ·  883 ·  884 ·  885 ·  886 ·  887 ·  888 ·  889 ·  890 ·  891 ·  892